# Henning Fahlström
Henning Ehrenfried Fahlström, född 8 mars 1885 i Norra Åsums församling, Kristianstads län, död 18 november 1961 i Helsingborg, var en svensk skolman. Han var far till arkitekten Bengt Fahlström och ingenjören Per Fahlström.
Fahlström, som var son till kantor Herman Fahlström, avlade studentexamen i Malmö 1902, var apotekarelev 1902–1904, studerade vid Lunds universitet 1904–1905, blev filosofie kandidat 1910 och studerade vid tyska universitet samma år. Han var extra lärare i Sölvesborg 1906, även vikarierande teckningslärare, i Alingsås 1906–1907, i Växjö 1907–1909, extra lärare i Malmö 1911, genomförde provår i Lund 1911, var adjunkt i Vänersborg 1912, tidvis vikarierande gymnastiklärare där och blev adjunkt i matematik, fysik och kemi i Helsingborg 1924. Han var Skolöverstyrelsens ombud vid realexamen i Trollhättan 1923–1924 och i Osby 1925–1927. 
Fahlström grundade Hälsingborgs korrespondensläroverk 1929, var dess innehavare 1929–1933, direktör vid AB Korrespondensläroverk 1933–1942, läroverkets rektor 1929–1943 och dess inspektor från 1946. Han var styrelseledamot i Svenska familjevärnet vid dess bildande. Han skrev fullständiga lärokurser i matematik, fysik och kemi för realskolan och gymnasiet samt var medarbetare i alla övriga ämnen för Hälsingborgs korrespondensläroverk. Han författade även diverse smärre skrifter i pedagogiska ämnen.